# Doug Sampson
Doug Sampson foi baterista da banda  de heavy metal Iron Maiden no final da década de 1970. Participou do lendário The Soundhouse Tapes. Esteve no Iron Maiden de 1977 a 1979. É lembrado na costa do Álbum Iron Maiden. Antes de ingressar no Maiden, Sampson foi membro de uma das bandas formadas anteriormente pelo baixista Steve Harris.
Ele foi um dos quatro membros do Maiden que inicialmente assinaram um contrato com a EMI. Porém, pouco depois começou a sentir-se mal devido às exigentes digressões, para as quais teve de ser substituído por Clive Burr pouco antes da gravação do álbum Iron Maiden.
Sampson aparece na lendária demo The Soundhouse Tapes, bem como na música "Burning Ambition" do single Running Free.